# Pájaro en el espacio
Pájaro en el espacio (en francés: L'Oiseau dans l'espace) es una serie de esculturas del escultor rumano Constantin Brâncuși. La obra original fue creada en 1923 y realizada en mármol.  Esta escultura también es conocida por tener diversas variantes: siete figuras de mármol y nueve moldes de bronce.  Brancusi creó la pieza más de 14 veces y en varios medios durante un período de 20 años.  Se vendió en 2005 por 27,5 millones de dólares, en aquel momento un precio récord para una escultura vendida en una subasta.   El título original en rumano es Pasărea în văzduh.

## Descripción
En las obras Pájaro en el espacio, Brâncuși no se concentró en los atributos físicos del ave, sino en su movimiento. Por ejemplo, la escultura no tiene alas ni plumas. La descripción del Met describe la obra como si tuviera un "cuerpo alargado, y la cabeza y el pico están reducidos a un plano ovalado inclinado".
La altura de la escultura es de 287,7 cm.  Siete de las esculturas de la serie están hechas de mármol, mientras que las otras nueve fueron fundidas en bronce pulido. 

### Museos donde se encuentran las esculturas
- La primera y más conocida de la serie se conserva en el Museo Metropolitano de Arte de Nueva York,[1] mientras que dos moldes de bronce (1928 y c.1941) se encuentran en el Museo de Arte Moderno de esa ciudad.
- En el Museo de Arte de Filadelfia se conservan dos versiones de la escultura, una de bronce (1924) y otra de mármol (1923-1924).[8] La Galería Nacional de Arte de Washington D. C., alberga una de mármol y una de bronce de 1925 y 1927, respectivamente.
- El Museo de Arte de Seattle conserva una pieza de bronce de 1926, pero actualmente no está en exposición.
- Dos moldes de bronce más (1925-1926 y 1927) se exhiben en el Museo de Arte del Condado de Los Ángeles[9] y un molde de bronce de 1931 se conserva en el Museo Norton Simon en Pasadena.[10]
- Otro bronce de fecha de fundición desconocida se encuentra en el Museo Guggenheim de Venecia,[11] y la Galería Nacional de Australia en Canberra posee dos mármoles, ambos de alrededor de 1931-1936, uno blanco y otro negro.

## Brancusi contra Estados Unidos
En 1926, Pájaro en el espacio fue objeto de una batalla judicial por su tributación en la aduana de Estados Unidos.  En octubre de 1926, la escultura, junto con otras 19 de Brâncuși, llegó al puerto de Nueva York a bordo del barco de vapor París.  Aunque las obras de arte no están sujetas a derechos de aduana, los funcionarios de aduanas se negaron a creer que la pieza alta y delgada de bronce pulido fuera arte. Por lo tanto, los funcionarios impusieron un arancel para los objetos de metal manufacturados, el 40% del precio de venta o aproximadamente $230  (más de 3.130 dólares estadounidenses de 2016).
Marcel Duchamp (quien fue un artista que acompañó las esculturas desde Europa),  el fotógrafo estadounidense Edward Steichen (quien tomaría posesión de Pájaro en el espacio después de la exhibición) y el propio Brâncuși estaban indignados; las esculturas debían aparecer en la Brummer Gallery, una galería de arte de vanguardia en la ciudad de Nueva York,  y luego en el Arts Club de Chicago. Bajo presión de la prensa y los artistas, la aduana estadounidense aceptó repensar su clasificación de los artículos, liberando las esculturas bajo fianza (bajo "Utensilios de cocina y suministros hospitalarios") hasta que se pudiera llegar a una decisión. Sin embargo, el tasador de aduanas F. J. H. Kracke finalmente confirmó la clasificación inicial de los artículos y dijo que estaban sujetos al pago de derechos. Kracke dijo al New York Evening Post que "se pidió a varios hombres, de alto rango en el mundo del arte, que expresaran sus opiniones a favor del gobierno... Uno de ellos nos dijo: 'Si eso es arte, de ahora en adelante seré albañil'. Otro dijo: 'Los puntos y las rayas son tan artísticos como la obra de Brâncuși'. En general, opinaban que Brâncuși dejaba demasiado [campo] a la imaginación". El mes siguiente, Steichen presentó una apelación a la decisión de la Aduana de Estados Unidos de reclamar el dinero. 
Según la Ley Arancelaria de 1922, para que una escultura cuente como libre de impuestos debe ser una obra de arte original, sin ningún propósito práctico, realizada por un escultor profesional. Nadie discutió que la pieza tuviera un propósito práctico, pero si la escultura era arte o no fue un tema de acalorado debate. El caso de 1916 Estados Unidos contra Olivotti había establecido que las esculturas eran arte sólo si eran representaciones talladas o cinceladas de objetos naturales "en sus proporciones reales". Por lo tanto, una serie de artistas y expertos en arte testificaron tanto para la defensa como para la acusación sobre la definición de arte y sobre quién decide exactamente qué es arte. 
Charles J. Lane, M. J. Speiser y Thomas M. Lane fueron los abogados de Brâncuși.  Seis figuras importantes testificaron a favor de Brâncuși que Pájaro en el espacio era arte: Edward Steichen, Jacob Epstein, Forbes Watson, Frank Crowninshield, William Henry Fox y Henry McBride. Brâncuși, a quien no le gustaba la atención del público, no asistió al juicio y se retiró a su estudio de París. El gobierno reclutó a Robert Aitken y Thomas Jones como testigos de que Pájaro en el espacio no era arte. 
En respuesta a la pregunta del tribunal sobre si la escultura era un pájaro o no, los peritos  subrayaron que el carácter de pájaro del pájaro  tenía poca relevancia. Los artistas y expertos en arte destacaron la importancia de reconocer que Brâncuși se estaba orientando hacia obras de arte abstractas, por lo que es importante tener en cuenta lo que cada artista individual pretende conseguir en sus obras.
La declaración jurada de Brâncuși al consulado estadounidense explicó el proceso de creación de la pieza, estableciendo su originalidad: 
Lo concebí para ser creado en bronce y hice un modelo en yeso. Esto le di al fundador, junto con la fórmula para la aleación de bronce y otras indicaciones necesarias. Cuando me entregaron el bronce en bruto, tuve que tapar los agujeros de aire y el agujero del núcleo, corregir los diversos defectos y pulir el bronce con limas y esmeril muy fino. Todo esto lo hice yo mismo, a mano; este acabado artístico lleva muchísimo tiempo y equivale a empezar toda la obra de nuevo. No permití que nadie más hiciera ninguno de estos trabajos de acabado, ya que el tema del bronce era mi propia creación especial y nadie más que yo podría haberlo llevado a cabo a mi satisfacción.
El propósito de la declaración fue demostrar que la escultura efectivamente cumplía con los requisitos de la ley arancelaria de 1922. 
Al principio hubo dudas sobre la originalidad de la pieza, ya que Brâncuși había producido otras cuatro esculturas.  Por lo tanto, no estaba claro si esta pieza de arte podía considerarse algo nunca visto antes. Sin embargo, cada pieza de metal utilizada en las esculturas era única, lo que establecía el umbral de originalidad.  A pesar de las variadas opiniones sobre lo que se califica como arte presentado ante el tribunal, en noviembre de 1928 los jueces Young y Waite fallaron a favor del artista. La decisión redactada por Waite concluyó: 
El objeto que ahora nos ocupa... es hermoso y simétrico en su contorno, y aunque puede resultar difícil asociarlo con un pájaro, es agradable a la vista y muy ornamental, y como sostenemos bajo la evidencia que es la producción original de un escultor profesional y es de hecho una pieza de escultura y una obra de arte según las autoridades mencionadas anteriormente, sostenemos la protesta y encontramos que tiene derecho a entrada gratuita.
Esta fue la primera decisión judicial que aceptó que una escultura no figurativa (abstracta) podía considerarse arte. 
Otra cuestión se refiere a la competencia del tribunal para juzgar la estética de las obras de arte. ¿Es la ley competente para resolver la cuestión a través de criterios jurídicos y pruebas establecidos por los artistas y curadores en sala? En general, el juez Waite concluyó que la escultura era «hermosa», «simétrica» y «ornamental» y, por lo tanto, debía considerarse arte.  

## Legado
Pájaro en el espacio fue la inspiración para una composición de música clásica del compositor Timothy A. Corpus. Esta obra se estrenó en el festival de arquitectura Open House Chicago de 2012, en el que la pieza se representó durante todo el festival en el Arts Club de Chicago. 
La poeta estadounidense Muriel Rukeyser (1913-1980) hace referencia al "Pájaro" de Brâncuși en su poema "Tiempo de lectura: 1 minuto 26 segundos" (1939) y utiliza este vínculo para destacar el miedo que tenemos de abrazar lo nuevo y no utilitarista en las artes, y para alentarnos a romper con una mentalidad poco saludable para que podamos ver el mundo de nuevo: "... El clímax cuando el cerebro reconoce el mundo, / todos los valores se extendieron en la sangre despierta. / Momento de prueba. Y como dicen que lo hizo Brancusi, / construyendo su pájaro para extenderse a través del aire elevado, / como Kafka planeó historias que se acercan a la eternidad / a través del tiempo extendido. Y el clímax golpea...."